# Тома Магистар
Тома Магистар је био византијски филолог из 14. века, чији живот и рад нису добро познати. Рођен је у Солуну крајем 13. века и ту је провео цео свој живот. Kao монах је добио име Теодул. Између 1314. и 1316. године је био у Цариграду. Умро је око 1330. у Солуну. У младости се бавио филологијом, a после монашења реториком и теологијом.